# Dasyhelea seminigra
Dasyhelea seminigra är en tvåvingeart som beskrevs av Navai 1994. Dasyhelea seminigra ingår i släktet Dasyhelea och familjen svidknott.
Artens utbredningsområde är Afghanistan. Inga underarter finns listade i Catalogue of Life.